# Monoclona rufilatera
Monoclona rufilatera is een muggensoort uit de familie van de paddenstoelmuggen (Mycetophilidae). De wetenschappelijke naam van de soort is voor het eerst geldig gepubliceerd in 1837 door Francis Walker.